# 胡振東
胡振東（英語：Tony C T Hu，1956年—），生於台灣台北市，美國軍事工業人物、前美國國防部官員、退役美國空軍中校。

## 早年
胡振東曾就讀於臺北市中山區長春國民小學、臺北市立大同高級中學（國中部）和臺北市立建國高級中學。當他就讀建中一年級時，因父親的經商活動，全家移民至美國，並在那裡完成了他的學業，於1977年加入美國空軍。

## 軍旅生涯
在菲律賓服役期間，胡振東利用公餘之暇，到菲律賓大學深造，在1982年取得了社會學學士學位。胡振東在密蘇里州服役期間，他展現了持續的求知欲，隨後在密蘇里州立大學深造，並於1988年獲得了航空安全碩士學位。從1994年到1998年，他再次隨著長官的調動，在夏威夷和阿拉巴馬等地服役，並在阿拉巴馬州著名的奧本大學獲得政治學碩士學位。
1977年至2004年在美國空軍服役。1985年，他晉升為軍官，但因視力不符合要求而無法實現飛行員的夢想。後來，他被調往加州范登堡太空軍基地接受洲際彈道飛彈發射訓練，訓練結束後，他分發到密蘇里州的飛彈基地，擔任LGM-30洲際彈道飛彈發射戰鬥隊（ICBM Missile Combat Crew）隊長、指揮官、教官。
胡振東的一位部隊長官調到美國國防部總部服務後，於1989年也將他調往美國空軍總部，隸屬部內的中國、蒙古和台灣科。1994年，他被調到太平洋空軍總部，擔任中國、台灣、蒙古和新加坡的政治軍事計畫官員。1996年，他獲選為太平洋空軍司令洛伯將軍的副官。1998年，他再次回到美國空軍總部，先後擔任新加坡科科長及中台蒙越緬寮科科長。2001年，他被派往越南河內，擔任尋找失蹤美軍聯合工作小組副組長。2002年越南任務結束，他再度回到五角大廈，仍然擔任美國空軍總部中台蒙科科長。

## 公職時期
2004年，胡振東自美國空軍退役。他以約聘身份，繼續在美國空軍總部服務，擔任美國空軍首席國外比較測試(Foreign Comparative Testing) 分析師。2005年，他成為美國國防部長辦公室中國、台灣、蒙古科首位華裔美國人資深科長(Senior Director)。2006年，台灣事務自中蒙台尼泊爾科獨立，自成台灣科，胡振東被聘任為首任台灣資深科長。
他曾擔任對台軍事交流的相關職務，2007年美國國防部派其往美國在台協會（AIT）台北辦事處任職，擔任技術組（後改為安全合作組）副組長，他率領一支團隊向台灣提供美國軍事援助和訓練。

## 近年
在美國政府服務卅四年後，胡振東於2011年從美國政府退休，他留在台灣出任雷神公司台灣總經理，他負責管理部署、培訓和後勤工作與 AN/FPS-115 PAVE PAWS 鋪路爪長程預警雷達、MIM-104愛國者飛彈以及綜合防空和飛彈防禦相聯武器系統。
十年後，胡振東於2021年從雷神公司退休並留在台灣。 他經常發表演講而且出現在電視和YouTube節目中對美台軍事關係和美國亞太國防戰略發表評論。